# Szorstkogrzbiet tropikalny
Szorstkogrzbiet tropikalny (Notocitellus adocetus) – gatunek gryzonia z rodziny wiewiórkowatych występujący endemicznie w południowo-zachodnim Meksyku: od wschodnich części stanów Jalisco i Michoacán, poprzez Wyżynę Meksykańską po północną część stanu Guerrero.

## Systematyka
Świstak szorstkogrzbiet tropikalny został po raz pierwszy opisany przez Clinton Hart Merriam w 1903 roku, jako Spermophilus adocetus. W 2009 roku, na podstawie badań filogenetycznych z wykorzystaniem mitochondrialnego genu cytochromu b gatunek został wyodrębniony z rodzaju Spermophilus i umieszczony w rodzaju Notocitellus, którego utworzenie proponował Arthur H. Howell już w 1943 roku.
Aktualny podział gatunku:
- N. adocetus adocetus Merriam, 1903 – typowa lokalizacja: La Salada, 64 km na południe od Uruapan, Michoacán, Meksyk[6]
- N. adocetus infernatus Alvarez i Ramirez-Pulido, 1968  – typowa lokalizacja: 14 km na północ od El Infiernillo, Michoacán, Meksyk[2]

Niektórzy zoolodzy wskazują jednak także na trzeci podgatunek:
- N. adocetus arceliae Villa-R., 1942 – typowa lokalizacja: Rancho El Limon, 4 km na południe od Arcelia, Guerrero, Meksyk[7]

### Etymologia
Nazwa rodzajowa Notocitellus pochodzi od dwóch słów: nōton (gr. νῶτον) – oznaczającego „grzbiet”, oraz (łac.)  citellus, które pochodzi od łacińskiego określenia susła. Niektórzy autorzy wywodzą ten człon od łacińskiego „citus”, czyli słowa podkreślającego szybkość zwierzęcia. Epitet gatunkowy adocetus pochodzi z greki i oznacza „niespodziewany”.

## Genetyka
Garnitur chromosomowy szorstkogrzbieta tropikalnego wynosi 32 chromosomy.

## Morfologia
Futro na części grzbietowej jest szorstkie, co stanowi różnicę w stosunku do futer innych susłów. Umaszczenie siwo-czarne, podpalane. Tułów smukły, długie i wąskie stopy. Ogon bywa niemal tak długi jak łączny wymiar tułowia z głową – w badanych populacjach jego długość stanowiła 78–113% (średnio 90%) długości tułowia i głowy zwierzęcia. Nie odnotowano dymorfizmu płciowego w wymiarach, ale pomiędzy poszczególnymi populacjami zauważalne jest wyraźne zróżnicowanie.
|                                        | Notocitellus adocetus adocetus kolonia: 4 km od Arceila | Notocitellus adocetus adocetus kolonia: 2 km od Apatzingan | Notocitellus adocetus infernatus kolonia: 14 km od El Infiernillo |
| -------------------------------------- | ------------------------------------------------------- | ---------------------------------------------------------- | ----------------------------------------------------------------- |
| długość ciała – od głowy do ogona (mm) | 332 (286–366)                                           | 325 (244–355)                                              | 299 (288–318)                                                     |
| ogon (mm)                              | 154 (145–163)                                           | 146 (120–160)                                              | 130 (112–145)                                                     |
| kończyny tylne (mm)                    | 45 (41–50)                                              | 44 (40–47)                                                 | 41 (38–42)                                                        |
| uszy (mm)                              | 17 (16–18)                                              | 15 (14–16)                                                 | 16 (14–20)                                                        |
| maks. wymiar czaszki (mm)              | 45,5 (43,2–47,7)                                        | 45,9 (44,1–48,0)                                           | 42,4 (40,0–44,0)                                                  |

Uzębienie o charakterze brachiodontycznym, co oznacza zęby o szerokiej i niskiej koronie. Wzór zębowy: {\displaystyle {\tfrac {1023}{1013}}}.

## Tryb życia
Żyje w grupach 2–4 osobników. Prowadzi dzienny tryb życia, z kulminacją aktywności 9.00–11.00. Aktywność jest większa w miesiącach zimowych, bowiem w lokalizacjach, gdzie mieszkają, łatwiej jest wówczas o pożywienie.

## Rozmieszczenie geograficzne
Szorstkogrzbiet tropikalny występuje w południowo-zachodnim Meksyku: od wschodnich części stanów Jalisco i Michoacán, poprzez Wyżynę Meksykańską po północną część stanu Guerrero.

## Ekologia
Szorstkogrzbiet tropikalny mieszka w rejonach porośniętych przez rośliny sucholubne kaktusy Cephalocereus hoppenstedtii, jadłoszyn baziowaty z rodziny mimozowatych, Accacia cochlyacanta, Crescentia alata, akację Farnesa, oraz gatunki z rodzaju Pithecellobium. Prawdopodobnie ich owoce, części zielone, nasiona i kiełki stanowią dla N. adocetus podstawę wyżywienia. Jest jednak wszystkożercą, więc nie jest to jego jedyny pokarm. W poszukiwaniu pożywienia potrafi się wspinać na drzewa i krzewy.

### Siedlisko
Szorstkogrzbiet tropikalny prowadzi życie między skałami, budując nory, których forma i lokalizacja może być zróżnicowana. Nora może być zbudowana w formie otwartej pod drzewami lub krzewami, w skalistych jarach, wyschniętych korytach rzek, lub nawet na otwartej przestrzeni. Najczęściej wejście do nory jest budowane w płaszczyźnie poziomej, ale zdarzają się przypadki kopania nor z pionowymi wejściami. Po 40 cm pionowym tunelu dalsze części nory są jednak prowadzone poziomo, z wieloma rozgałęzieniami. System nory kończy się zapasowym wyjściem.